# Chris Lowe
Christopher Sean Lowe (Blackpool, 4 de Outubro de 1959) é um músico britânico, integrante da dupla Pet Shop Boys, com o seu amigo Neil Tennant.

## Biografia
Chris logo cedo começou o seu contacto com a música. Estudou desde a primária até ao secundário na Arnold School, em Blackpool. Ainda em criança, começa a ter aulas de trombone, também por influência do avô, que fora um trombonista e músico de jazz, membro da banda The Nitwits. Lowe começou a tocar trombone na banda One Under The Eight, onde interpretou clássicos como Hello Dolly, La Bamba e Moon River.
Em 1978, foi para Liverpool, onde estudou arquitectura, não concluindo o curso. No entanto, ainda como estudante, desenvolveu um projecto de uma escadaria para um polo industrial em Milton Keynes, em 1980.
Em 1981, conhece Neil por acaso, numa loja de música em Kings Road, no centro de Londres. Desde então, têm-se tornado íntimos e, trabalhado sempre juntos. Não tendo trabalhado mais sozinho, apenas compôs uma canção, em 1993, de nome Do The Right Thing dedicada ao jogador de futebol Ian Wright, do Arsenal F.C., pois Chris sempre foi um adepto ávido do Arsenal.
Apresenta-se sempre nos palcos trabalhando nos teclados, enquanto Neil canta e/ou toca guitarra. Note-se também a maneira como se veste em palco, sempre num estilo mais descontraído enquanto Neil se apresenta sempre mais formal.